# Antiquark t
L'antiquark t (cim) és l'antipartícula del quark t. Té assignat un valor negatiu de cim. És semblant a l'antiquark u, però dues generacions superiors i per tant, també superior en massa.